# Фасцикуляція
Фасцикуляція або посмикування м'язів — це спонтанне, мимовільне скорочення і розслаблення м'язів, що включає тонкі м'язові волокна. Фасцикуляція є досить поширеною, з нею стикаються до 70 % людей. Це може бути не значне, мимовільне скорочення м'язу, яке не несе загрози, або пов'язаними з більш серйозними захворюваннями. Коли причина або патологія не виявлені, вони діагностують як доброякісний синдром фасцикуляції.

## Діагностика
Найбільш ефективним способом виявлення фасцикуляцій може бути поверхнева електроміографія (ЕМГ). Поверхнева ЕМГ є більш чутливою, ніж голкова електроміографія та клінічне спостереження, у виявленні фасцикуляції у людей з бічним аміотрофічним склерозом.
Глибші ділянки скорочення можуть бути виявлені за допомогою електроміографії (ЕМГ), хоча вони можуть відбуватися в будь-якому скелетному м'язі тіла. Фасцікуляції виникають в результаті спонтанної деполяризації нижнього моторного нейрона, що призводить до синхронного скорочення всіх волокон скелетних м'язів в межах однієї рухової одиниці. Прикладом нормальної спонтанної деполяризації є постійні скорочення серцевого м'яза, що викликає серцебиття. Зазвичай навмисне переміщення залученого м'яза призводить до негайного припинення фасцикуляцій, але вони можуть повернутися, коли м'яз знову перебуває в спокої.
Тики також слід відрізняти від фасцікуляцій. Наприклад: невеликі посмикування верхньої або нижньої повіки не є тиками, тому що вони не охоплюють увесь м'яз, а посмикування кількох пучків м'язових волокон, які неможливо придушити.

## Причини
Фасцікуляції мають різні причини, більшість з яких є доброякісними, але також можуть бути наслідком захворювання рухових нейронів. З ними стикаються до 70 % усіх здорових людей, хоча для більшості це досить рідко. У деяких випадках наявність фасцикуляцій може дратувати та погіршувати якість життя. Якщо неврологічне обстеження в іншому випадку є нормальним і ЕМГ-тестування не вказує на будь-яку додаткову патологію, зазвичай ставиться діагноз синдрому доброякісної фасцикуляції.

### Фактори ризику
Факторами ризику доброякісних фасцикуляцій є вік, стрес, втома та важкі фізичні навантаження. Фасцикуляція може бути викликана занепокоєнням, кофеїном або алкоголем чи захворюваннями щитоподібної залози.
Інші фактори можуть включати використання антихолінергічних препаратів протягом тривалого періоду. Зокрема, до них відносяться етаноламіни, такі як дифенгідрамін (торгові марки Benadryl, Dimedrol, Daedalon і Nytol), що використовуються як антигістамінний і заспокійливий засіб, і дименгідринат (торгові марки Dramamine, Driminate, Gravol, Gravamin, Vomex і Vertirosan) при нудоті та заколисуванні. Особи з синдромом доброякісної фасцикуляції (BFS) можуть відчувати парестезію (особливо оніміння) незабаром після прийому таких ліків; епізоди фасцикуляції починаються, коли ліки закінчуються.
Стимулятори можуть безпосередньо викликати фасцикуляції. До них належать кофеїн, псевдоефедрин (Sudafed), амфетаміни та бронхолітичний засіб від астми сальбутамол (торгові марки Proventil, Combivent, Ventolin). Ліки, які використовуються для лікування синдрому дефіциту уваги (СДУГ), також часто містять стимулятори та є поширеними причинами доброякісних фасцикуляцій. Оскільки астма та СДУГ є набагато серйознішими, ніж самі фасцикуляції, цей побічний ефект може бути змирений пацієнтом після консультації з лікарем або фармацевтом.
Деполяризуючий нервово-м'язовий блокатор сукцинілхолін викликає фасцикуляції. Це нормальний побічний ефект після введення препарату, але за допомогою невеликої дози недеполяризуючого нейром'язового блокатора перед введенням сукцинілхоліну його можна запобігти, часто 10 % індукційної дози недеполяризуючого NMB.
Навіть якщо такий препарат, як кофеїн, викликає фасцикуляції, це не обов'язково означає, що це єдина причина. Наприклад, дуже незначний дефіцит магнію сам по собі (див. нижче) може бути недостатнім для виникнення фасцикуляцій, але в поєднанні з кофеїном цих двох факторів може бути достатньо.

## Лікування
Зменшення стресу та тривоги є ще одним корисним засобом лікування.
Не існує доведеного лікування фасцикуляцій у людей з БАС. У пацієнтів з БАС частота фасцикуляції не пов'язана з тривалістю БАС і не залежить від ступеня слабкості кінцівок і атрофії кінцівок. Прогнозування тривалості захворювання БАС не може бути зроблене лише на основі частоти фасцикуляції.

## Епідеміологія
Фасцикуляції частіше спостерігаються у чоловіків, і клініцисти надмірно представлені у зразках дослідження.